# Han Rädecker

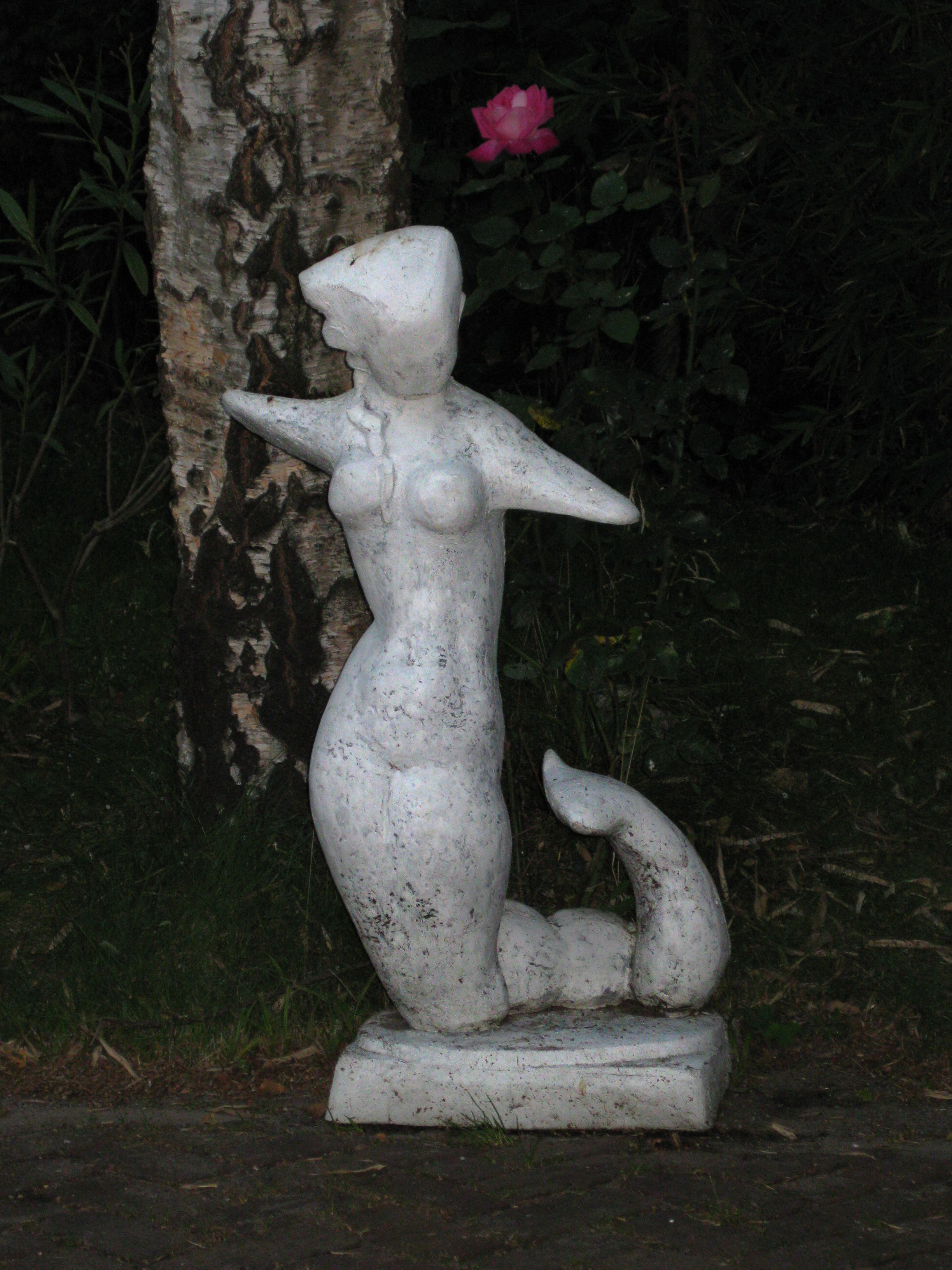
Zeemeermin

Johan ("Han") Rädecker, ook wel geschreven als Raedecker (Groet, 22 februari 1921 – Antwerpen, 2 december 1976) was een Nederlandse beeldhouwer.
Rädecker kreeg al jong les van zijn vader John Rädecker en heeft vanaf zijn 14e voor zijn vader meegewerkt aan diverse opdrachten. Later zou hij nog meehelpen aan het Dammonument nadat zijn vader ziek werd; onder andere is een van de leeuwen door Han Rädecker gehouwen. Rädecker was tijdens de Tweede Wereldoorlog lid van de kunstenaarsgroep van Kasteel Oost.
Hij kreeg in 1945 een studiebeurs om les te nemen in Parijs aan de École des Beaux Arts.
Rädecker woonde en werkte voornamelijk in Amsterdam. Zijn werkstijl was figuratief en hij maakte gebruik van diverse materialen. Rädecker maakte zowel groot als klein werk. Hij was bekend om zijn paarden, pony's en vrouwfiguurtjes en kreeg opdrachten van particulieren, gemeenten, instellingen en bedrijven.

## Werk in de openbare ruimte
- Amsterdam: Haan op zuil (1956), Westerpark
- Haarlem: Sint Jacob, St Jacob's Godshuis
- Gouda: Zwaluw, Goudse verzekeringen
- Nijmegen: Tweekoppige adelaar (1956), Veerpoorttrappen
- Aalsmeer: Wapen van Aalsmeer, Raadszaal Gemeentehuis

## Fotogalerij

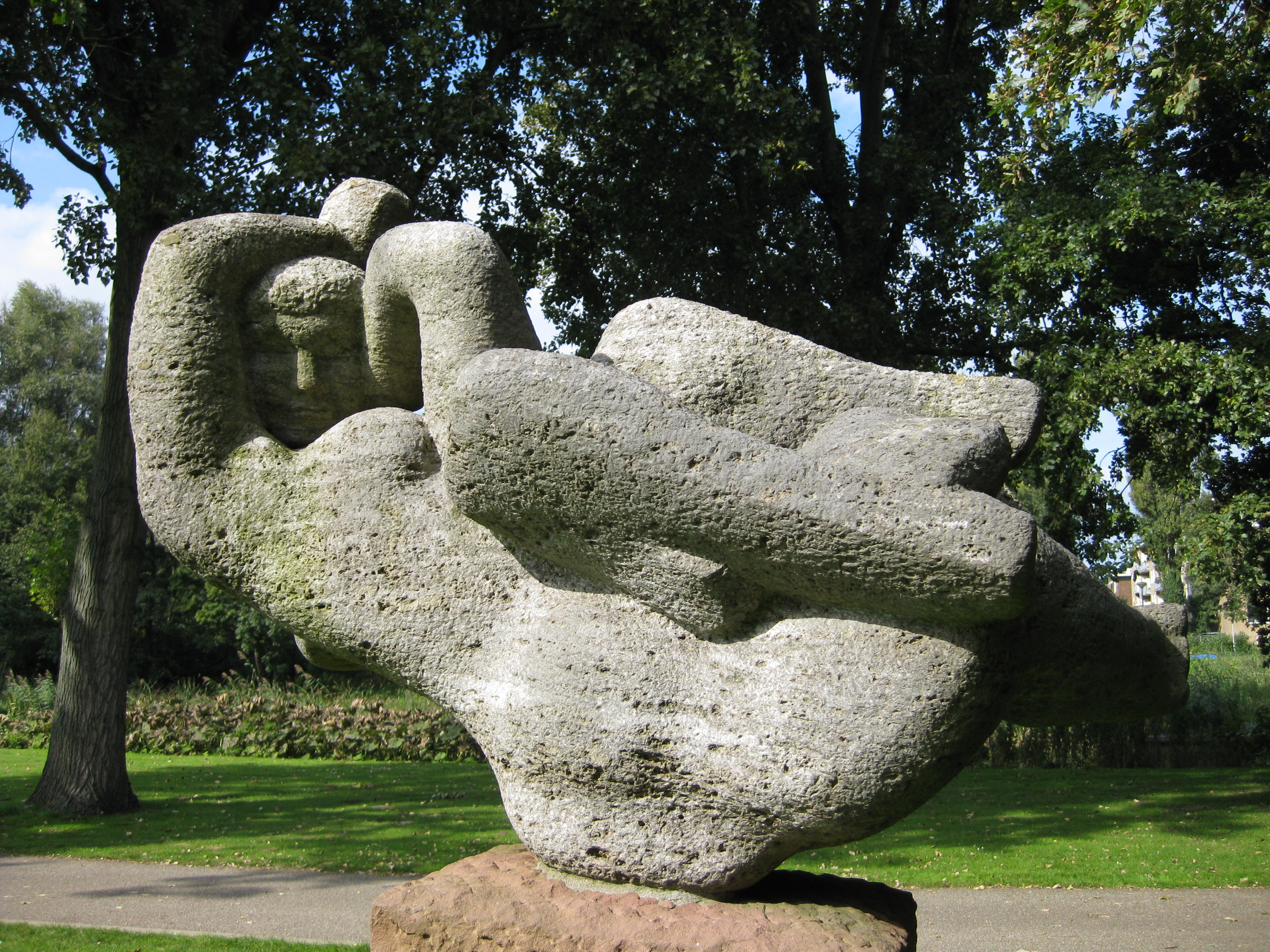
Leda en de zwaan (1970), Erasmuspark, Amsterdam
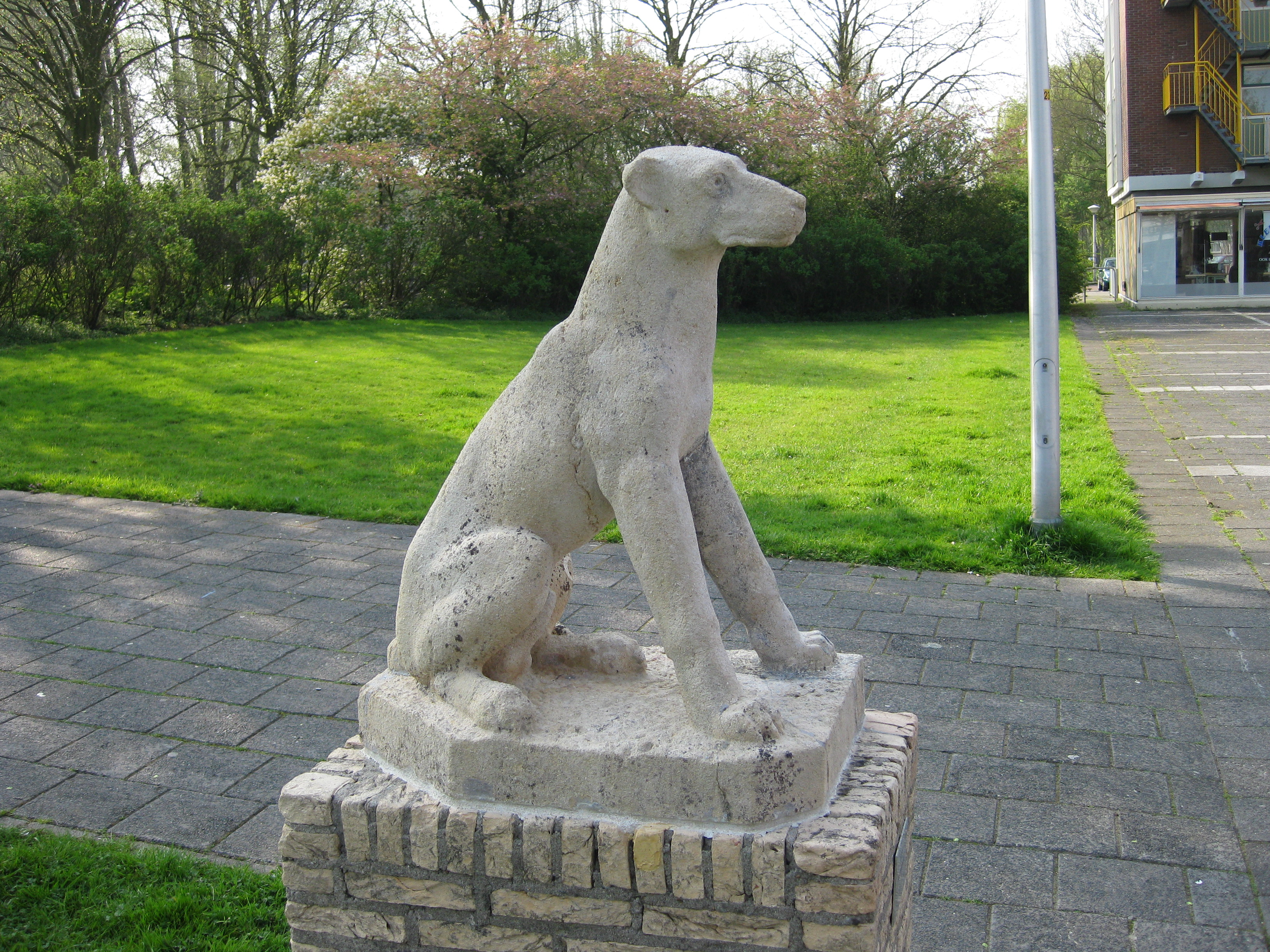
Amstelveen, Hond, Augustinuspark
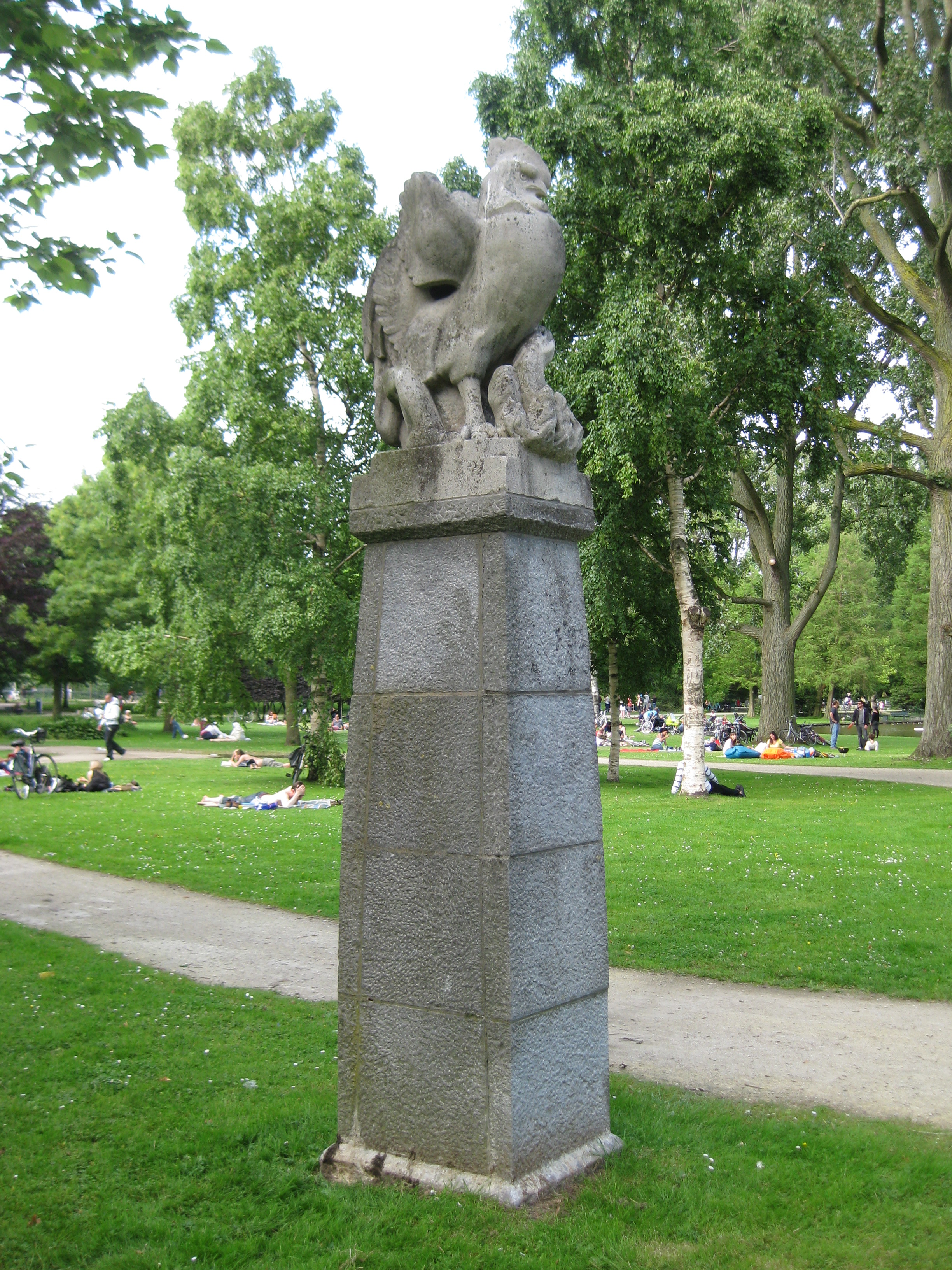
Amsterdam, Haan en slang op zuil, Westerpark